# 손드라 로크
손드라 로크(Sondra Locke, 1944년 5월 28일 ~ 2018년 11월 3일)는 미국의 배우, 감독, 가수, 모델, 작가이다.

## 출연 작품
- 클린 앤 내로우 (1999)
- 프라핏 게임 (1999)
- 두 미 페이버 (1997)
- 데스 인 스몰 도지스 (1995)
- 철혈여경 (1990)
- 랫보이 (1986)
- 더티 해리 4 - 써든 임팩트 (1983)
- 브론코 빌리 (1980)
- 더티 파이터 (1980)
- 더티 파이터 2 (1978)
- 데스 게임 (1977)
- 더 샤도우 오브 치카라 (1977)
- 건틀릿 (1977)
- 무법자 조시 웰즈 (1976)
- 공포의 그림자 (1973)
- 윌러드 (1971)
- 커버 미 베이브 (1970)
- 마음은 외로운 사냥꾼 (1968)

## 같이 보기
- 기록말살형